# 洮河棘豆
洮河棘豆（学名：Oxytropis taochensis）为豆科棘豆属下的一个种。